# Eugeen De Ridder
Eugeen De Ridder (Antwerpen, 24 juni 1893 - Boechout, 13 april 1962) was een Brabantse onderwijzer en volksdichter.

## Loopbaan
Eugeen De Ridder krijgt tijdens zijn studie aan de Gentse Rijksnormaalschool les van o.a. de Vlaamse componist Emiel Hullebroeck. Hij geeft later les aan de Antwerpse Schippersschool en schrijft kinderverhalen en sociale liederen.
Hij is in 1922 medeoprichter van de Vlaamse Toeristenbond (VTB), waarvoor hij enkele reisgidsen schrijft. Later sticht hij samen met Emiel Hullebroeck de NAVEA, de voorloper van het huidige SABAM.
Na zijn onderwijscarrière in 1946 trekt hij zich terug in Boechout. Hier schrijft hij teksten voor zangers als Will Ferdy, Rocco Granata, Louis Neefs en Bob Benny en voor componisten als Armand Preud'homme, Jef Van Hoof, Renaat Veremans en Emiel Hullebroeck.
Een van zijn bekendste werken is Op de purp'ren hei, op muziek gezet door Armand Preud'homme.

## Trivia
- Door SABAM wordt in 1967 een Eugeen De Ridder-Prijs uitgereikt aan Will Ferdy, voor zijn ganse carrière.[3]
- In 1988 werd een gedenkplaat, geschonken door de VTB, aangebracht aan het toenmalig woonhuis van Eugeen De Ridder in de Dr T. Tutsstraat, 37 in Boechout.